# Musaka
Musaka (μουσακάς) je tradiční zapékaný pokrm, připravovaný v oblasti Balkánu nebo Blízkého východu. Nejznámější variantou je musaka řecká, která se skládá z vrstev mletého masa, které je podušené s cibulí a česnekem, dále také lilku, rajčat a bešamelové omáčky. Někdy se zapéká taky s plátky brambor.

## Suroviny
Každá oblast má své tradiční suroviny a koření. Nejčastěji jsou základními ingrediencemi lilek, cuketa, brambory a mleté maso. Mleté maso je většinou jehněčí, ale používá se i hovězí nebo směsi různých druhů mas. Koření se také liší oblast od oblasti, ale základem pro správnou vůni musaky je použití skořice a muškátového oříšku. Někde se k dochucení používá i červené víno a sýr. Nezaměnitelnou chuť jí dodávají sýry Parmezán nebo Graviéra. Někde je oblíbená musaka s trochou kozího sýra.

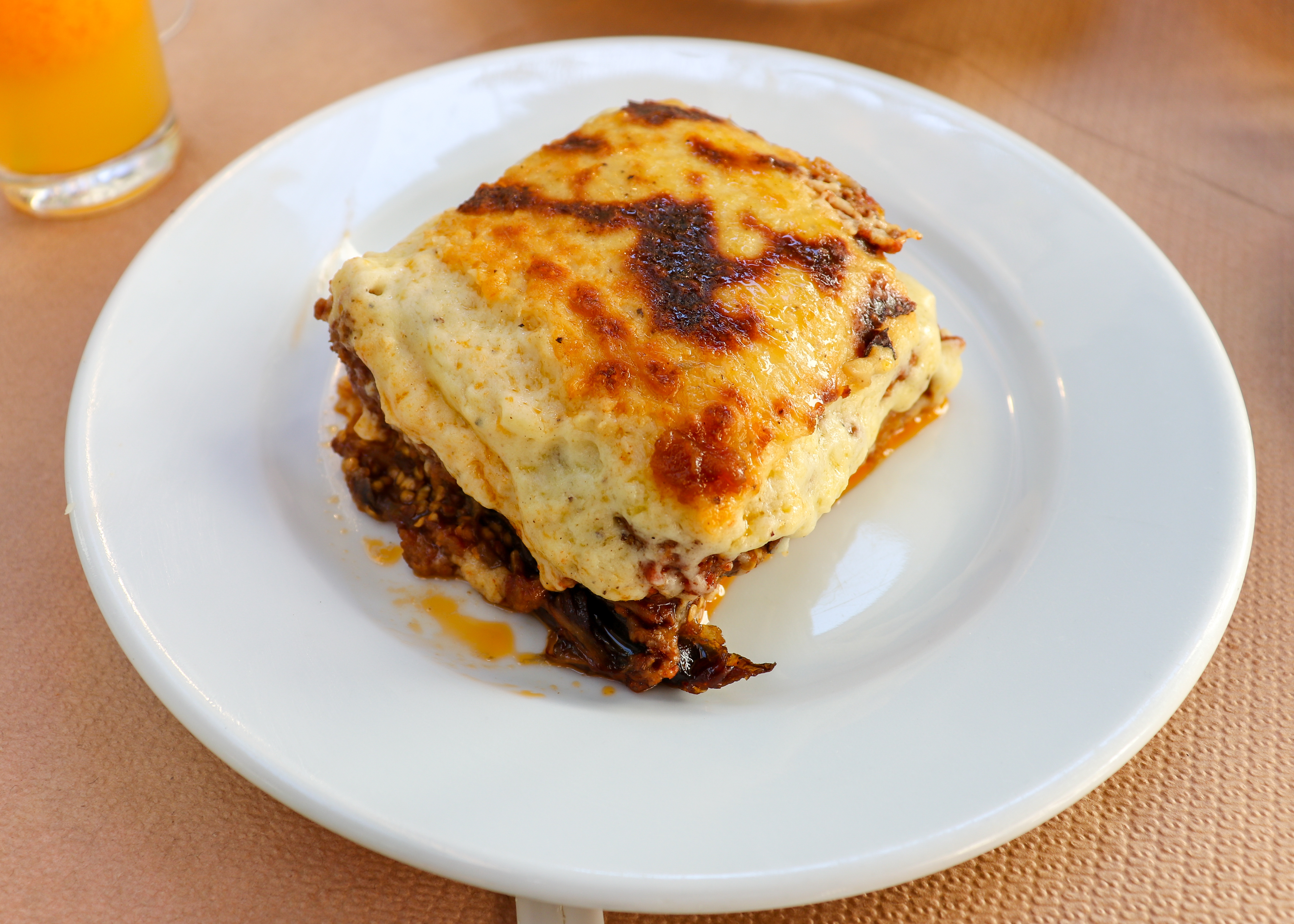
Porce řecké musaky

## Příprava
Příprava musaky je poměrně složitá, neboť každou vrstvu je třeba připravit zvlášť. Mleté maso a lilek se samostatně osmaží s cibulí, česnekem a kořením. Bešamel se uvaří z příslušných ingrediencí, jako jsou máslo, hladká mouka, mléko, sýr a muškátový oříšek. Brambory se oškrábou a nakrájejí na plátky. Pak se do zapékací mísy na sebe kladou vrstvy mletého masa, lilku, brambor a vše se zalije bešamelem. Pokrm se zapeče a podává.